# Notre-Dame-de-Monts
Notre-Dame-de-Monts is een gemeente in het Franse departement Vendée (regio Pays de la Loire) en telt 1528 inwoners (1999). De plaats maakt deel uit van het arrondissement Les Sables-d'Olonne.

## Geografie
De oppervlakte van Notre-Dame-de-Monts bedraagt 20,5 km², de bevolkingsdichtheid is 74,5 inwoners per km². Het Île de Monts was moerassig gebied langs de kust dat zich naar het noorden uitstrekte tot Beauvoir-sur-Mer.
De onderstaande kaart toont de ligging van Notre-Dame-de-Monts met de belangrijkste infrastructuur en aangrenzende gemeenten.

## Demografie
Onderstaande figuur toont het verloop van het inwonertal (bron: INSEE-tellingen).